# Saint-Nolff
Saint-Nolff (bret. Sant-Nolf) – miejscowość i gmina we Francji, w regionie Bretania, w departamencie Morbihan.
Według danych na rok 1990 gminę zamieszkiwało 3270 osób, a gęstość zaludnienia wynosiła 126 osób/km² (wśród 1269 gmin Bretanii Saint-Nolff plasuje się na 157. miejscu pod względem liczby ludności, natomiast pod względem powierzchni na miejscu 354.).